# Вулгаро (дем Платанияс)
 Тази статия е за селището на Крит.  За селището Вулгаро на Тасос вижте Рахони.  
Вулга̀ро (на гръцки: Βουλγάρω) е село в Република Гърция, разположено на остров Крит, дем Платанияс. Селото е разположено в северозападната част на острова и има население от 209 души.